# 庄浪卫
庄浪卫，明朝时设置的卫所。
洪武五年（1372年）平河西，改庄浪县为卫（一说十年改庄浪县为卫），治所在今甘肃省永登县。辖境约当今黄河以北的庄浪河和大通河下游，以及景泰县。洪武十二年（1379年）至洪武二十五年（1392年）为陕西行都司治所，洪武二十六年（1393年）降为庄浪千户所，永乐元年（1403年）复为庄浪卫。清朝康熙二年（1663年）降为庄浪千户所，雍正二年（1724年）改为庄浪厅，隶属凉州府。地当长城要冲，为军事要地。